# Лили Элси
Ли́ли Э́лси (уродж. Э́лси Хо́ддер; 8 апреля 1886 — 16 декабря 1962) — популярная английская актриса и певица Эдвардианской эпохи, известная по главной роли в Лондонской премьере оперетты Франца Легара «Весёлая вдова».
Лили Элси получила статус звезды театра ещё ребёнком, в 1890-х годах. Такую репутацию ей принесло участие в нескольких успешных эдвардианских музыкальных комедиях, прежде чем на её долю выпал действительно большой успех в Весёлой вдове, премьера которой состоялась в 1907 году. Затем Лили Элси появилась ещё в нескольких успешных опереттах и мюзиклах. Снискав всеобщее восхищение за свою красоту и обаяние на сцене, Элси стала одной из самых фотографируемых женщин Эдвардианской эры.

## Юность
Лили Элси родилась в городе Армли, Западный Йоркшир. Её мать, Шарлотта Элизабет Ходдер (1864—1922), работала портнихой и содержала пансион. В 1891 году она вышла замуж за Уильяма Томаса Коттона, театрального деятеля, и Лили стала носить фамилию Коттон. Семья жила в Манчестере. Лили была также племянницей Уилфреда Коттона, который был женат на актрисе Аде Рив.

## Карьера
Будучи не по годам развитым ребёнком, Лили выступала в мюзик-холле и эстрадных представлениях под псевдонимом «Маленькая Элси». Не смотря на это, она была болезненно застенчивой и оставалась такой даже во взрослом возрасте. В 1895—1896 годах Элси выступала на концертах и пантомимах в театрах Солфорда. В 1896 году Лили сыграла роль принцессы Мирзы в постановке «Арабские ночи» в Королевском театре Манчестера, в 1896—1897 годах, в возрасте десяти лет она сыграла роль Красной Шапочки в том же театре, а затем отправилась на гастроли на шесть недель В 1898 году состоялось первое выступление Лили в Лондоне, она играла роль Аэриэль в постановке «Король Клондайк» в театре Сары Лейн. Далее последовали выступления в рождественских пантомимах, включая Дика Уиттингтона (1901), Сорок воров (1902) и Синюю Бороду (1903), а также выступала в эдвардианских музыкальных комедиях, включая «Серебряную туфельку» Оуэна Холла с музыкой Лесли Стюарта (1901-02) и «Трех маленьких служанок» (1903). Примерно с 1900 года она взяла сценическое имя «Лили Элси»..
Позднее Лили присоединилась к труппе Джорджа Эдвардса в лондонском театре Дейли в качестве хористки. В 1903 году она сыграла роль принцессы Су-Су в популярном мюзикле «Китайский медовый месяц», а затем снялась в фильме «Мадам Шерри» Хьюго Феликса в театре «Аполлон». В 1904 году Элси сыграла роли Гвенни Холден в «Леди Сумасбродке», Леди Патриции Верекер в «The Cingalee», Мадам дю Тертр в «Les p’tites Michu» в 1905 году и леди Агнес Конгресс в «Маленьком херувиме» (во время которой Эдвардс уволил её за чрезмерное хихиканье, но вскоре снова нанял), Колибри в «See See» и Лалли в «Новом Аладдине» в театре веселья, и все это в 1906 году. С 1900 по 1906 год она участвовала в 14-ти постановках.

### Веселая вдова
Самый большой успех Лили принесла главная роль в англоязычной версии «Веселой вдовы». Эдвардс пригласил её посмотреть оригинальную немецкую версию (Die Lustige Witwe) в Берлине. Поначалу Элси не хотела играть эту роль, посчитав свой голос слишком тихим для неё, но Эдвардс убедил её согласиться. Эдвардс познакомил её со знаменитым лондонским модельером, Люси Дафф Гордон, чтобы та помогла ей создать подходящий образ. Позже Люси писала: «Я увидела перед собой девушку, обладавшую одновременно и красотой, и умом, но так и не научившуюся правильно подать себя. Она была настолько застенчива, что если бы Джордж Эдвардс не заметил её, она так бы и осталась петь в хоре». Постановка с английскими текстами Адриана Росса открылась в июне 1907 года и включала 778 спектаклей в театре Дейли. Шоу имело огромный успех у зрителей, а Лили стала настоящей звездой Один из критиков на премьере похвалил " молодость, утонченное очарование и грацию, прелесть и изысканный танец, которыми Мисс Элси украсила эту роль…..
Все костюмы для Элси в «Веселой вдове» (включая шляпки с перьями) придумала Люси, в дальнейшем она шила и другие наряды для Лили, сделав её лицом своей одежды. Люси писала: «Этот сезон был просто великолепным, возможно, самым великолепным в эпоху довоенного Лондона. И как раз тогда, когда он был в зените своего расцвета, была поставлена пьеса с новой актрисой, которая заставила весь город бредить её красотой…» Образ Лили часто использовали в рекламе и на открытках, она получала многочисленные подарки от поклонников мужского пола (и даже завещания). Люси комментировала это так: «Она была абсолютно равнодушна к большинству мужчин и однажды призналась мне, что ей не нравится их характер и что мужчины ведут себя хорошо только с той женщиной, которая относится к ним холодно». Тем не менее Элси стала одной из самых часто фотографируемых красавиц Эдвардианской эпохи. По данным газеты Atlanta Constitution в Америке, написанной в 1915 году: — «Возможно, её лицо ближе к профилю Венеры Милосской, чем к любой другой прославленной красавице. В её внешности нет абсолютно никаких резких черт…. Если бы она приехала в Америку, её, несомненно, назвали бы самой красивой женщиной в стране. Природная красота никогда не добивалась такого блестящего успеха в шоу-бизнесе, как в случае с Лили Элси. Её поклонники происходили в основном из знати. Все сходятся на том, что у Лили Элси самый соблазнительный рот во всей Англии… он имеет очертания лука Купидона с изящно загнутыми вверх уголками…. Как ни странно, женщины именно этой страны являются самыми преданными её поклонницами.»
После «Веселой вдовы» Элси появилась ещё в 16-ти спектаклях, в том числе в очень успешных англоязычных версиях «The Dollar Princess» в 1909 году; в роли Франци в британской премьере «Вальс мечты» в 1911 году; и в роли Анжель в «Графе Люксембургском» также в 1911 году, получая восторженные отзывы критиков. Один из них писал: «Мне доставляло огромное удовольствие просто смотреть, как она идет по сцене.»
Элси покинула труппу «Графа Люксембургского», чтобы выйти замуж за майора Джона Яна Буллоу (1885—1936), сына богатого поставщика текстиля, но брак, как сообщалось, оказался несчастливым. Кроме того, Элси часто страдала от плохого самочувствия, включая анемию, среди прочих недугов, а также перенесла несколько операций. Колонка сплетен в газете «The Pelican» называла её «эпизодической актрисой». Буллоу хотел, чтобы его жена бросила сцену. Застенчивая и измученная рекламой Элси была счастлива покинуть сцену и жить без неё в течение следующих нескольких лет, за исключением благотворительных выступлений в пользу военных сил. Она вернулась на сцену в главной роли в комедийной пьесе Луиса Паркера «Malvourneen», в роли леди Кэтрин Лэзенби в «The Admirable Crichton» в 1916 году и в главной роли в «Pamela», написанной Артуром Уимперисом, с песнями Фредерика Нортона (1917; с Оуэном Наресом).

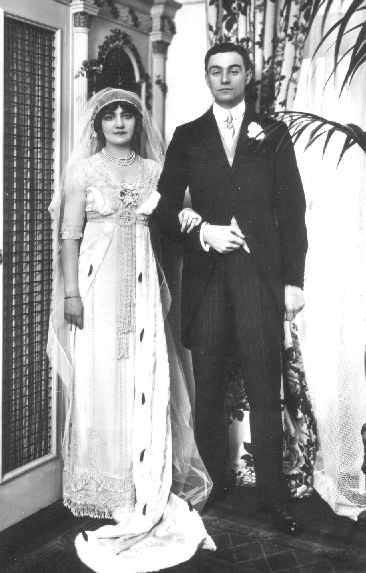
Свадебное фото, 1911 год

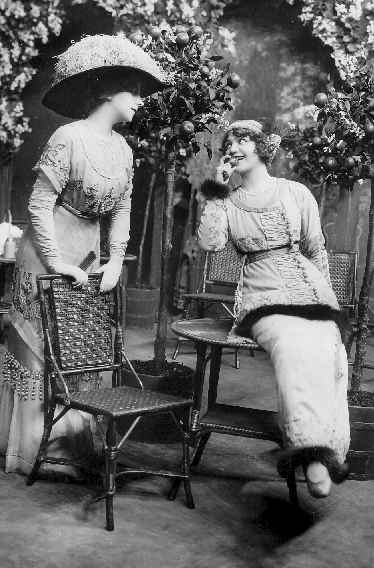
Эми Эванс и Лили Элси в постановке «Вальс мечты»

## Последующие годы
В 1920 году Элси вместе с мужем переехала в Глостерширскую деревню Редмарли-Д’Абитот. На этот раз она провела десять лет вдали от сцены, наслаждаясь светскими мероприятиями и охотой на лис. Она вернулась к выступлениям, сначала гастролируя, а затем появившись в лондонском Театре принца Уэльского в 1927 году в роли Эйлин Майн в «Голубом поезде», англоязычной адаптации немецкой музыкальной комедии Роберта Штольца «Мади». Её последним спектаклем перед уходом на пенсию был «Игра в правду» в театре Дейли в 1928—1929 годах.
Наконец, в 1930 году несчастливый брак Элси закончился разводом, поскольку её здоровье ухудшилось ещё больше, и она стала подвержена приступам дурного настроения. Она стала ипохондриком и много времени проводила в домах престарелых и швейцарских санаториях. У неё были диагностированы серьёзные психологические заболевания, и она перенесла операцию на головном мозге, которая привела к улучшению её здоровья. Последние годы жизни она провела в лондонской больнице Святого Андрея.
Элси умерла в больнице Святого Андрея (разрушенной в 1973 году), Криклвуд, Лондон, в возрасте 76 лет, и была кремирована в крематории Голдерс-Грин.